# Обчислювальна економіка
Обчислювальна економіка (англ. Computational economics) є науковою дисципліною на стику інформатики, економіки і менеджменту. Ця тема включає в себе комп'ютерне моделювання в економічних системах, зокрема з позиції агента, теорію загальної рівноваги, макроекономіку, або теорію раціональних очікувань, обчислювальну економетрику і статистику, фінансово-розрахункові, обчислювальні засоби для проектування автоматизованих інтернет-ринків, інструментів програмування, спеціально призначених для обчислювальних наук, а також педагогічні засоби для навчання обчислювальній економіці. Деякі з цих напрямків унікальні для обчислювальних наук, в той час як інші розширюють традиційні галузі економіки, вирішуючи проблеми, які важко вивчати без використання комп'ютерів і пов'язаних чисельних методів.
Обчислювальна економіка використовує комп'ютерне економічне моделювання для вирішення аналітично і статистично сформульованих економічних проблем. У зв'язку з цим, науково-дослідницька програма включає обчислювальну економіку з позицій агента, обчислювальні дослідження економічних процесів, включаючи всю економіку, як динамічну систему взаємодіючих агентів. Як така, вона є економічною адаптацією парадигми складних адаптивних систем. Тут «агент» означає «обчислювальні об'єкти моделюються як такі, що взаємодіють у відповідності з правилами», а не реальну людину. Агенти можуть представляти соціальні, біологічні та/або фізичних осіб. Теоретичні припущення про математичну оптимізацію агентів в рівновазі замінюється на менш обмежувальний постулат агентів з обмеженою раціональністю з адаптацією до ринкових сил, , у тому числі у контексті теорії ігор. Починаючи з вихідних умов, які визначає Моделювач, заснована на агенті модель розвивається вперед у часі, рухаючись виключно агентською взаємодією. Кінцева мета наукового методу «… перевірити теоретичні результати, отримані з реальних даних в формах, які дозволяють емпірично підтверджувати теорії, які накопичуються з часом примножуються кожним дослідниом, який виконував роботу належним чином, базуючись на роботі, яка була виконана до цього.»
Інструменти чисельного рішення включають, наприклад, програмне забезпечення для виконання різних матричних операцій (наприклад, матриця інверсії), а також для рішення систем лінійних і нелінійних рівнянь. 
В області обчислювальної економіки спеціалізуються наступні журнали:
Computational Economics, Journal of Applied Econometrics, Journal of Economic Dynamics and Control, Journal of Economic Interaction and Coordination.